# قيلة كيس الدمع
قيلَةُ كِيْسِ الدمع (والمعروفة أيضًا باسم كيسة تيمو "timo") هي كتلةٌ حميدية لونها رمادي مائل إلى الزرقة توجد في الزاوية السفلية من العين وتتشكل نتيجة انسداد أو ضيق القناة الأنفية الدمعية، وتتكون عادةً خلال مرحلة النماء السابق للولادة.
ويُمكن إجراء التشخيص قبل الولادة، فبإمكان الموجات فوق الصوتية للتوليد الروتينية تمييز ما إذا كانت حالة الآفة خافضة الصدى ضعيفةً أم متوسطةً أم متأخرة، ومن المهم التمييز بين قيلة كيس الدمع وبين تشوه القيلة الدماغية الأكثر خطورة، والذي يُعد عيبًا في الأنبوب العصبي.
وإذا لم يتم عمل هذا التشخيص قبل الولادة، فإن الفحص الجسدي عادةً ما يوفر الأدلة الكافية لإثبات أنها كتلةُ حميدة، وقد تزول أكياس تيمو من تلقاء نفسها أو مع الضغط باتجاه الأنف، ومع ذلك قد تكون هناك حاجةٌ لسبر القناة الأنفية الدمعية لإزالة الانسداد. وفي حين أنَّ قيلة كيس الدمع عادةً ما تمتلئ بمخاطٍ عقيم، إلا أنها قد تتطور من آنٍ لآخر إلى التهاب الغدة الدمعية.

## وصلات خارجية
- Emedicine
- MedPix information about dacryocystoceles[وصلة مكسورة]
- MedPix patient profile: dacryocystitis diagnosis نسخة محفوظة 11 ديسمبر 2012 at Archive.is
- Photographs from Stanford School of Medicine
- Freebase dictionary
- Dacrocystocele[وصلة مكسورة]